# 中田浩司
中田 浩司（なかた ひろじ、1959年〈昭和34年〉4月7日 - ）は、日本のヤクザ。特定抗争指定暴力団・六代目山口組若頭補佐。神戸市に本拠を置く有力暴力団・五代目山健組組長。

## 来歴

### 生い立ち
1959年（昭和34年）、和歌山県御坊市に生まれる。地元で暴走族として活動後、神戸へ渡り山健組若頭で健竜会会長の渡辺芳則（後の五代目山口組組長）と出会う。これが縁となり健竜会に加入する。渡辺から信任を得た中田は、渡辺のボディーガード兼運転手に任命され、更には中田が健竜会内に設立した新組織に渡辺から竜心会の名を与えられた。
1984年（昭和59年）、竜心会関係者が酒梅組組員とのトラブルを抱え、間もなく組織間の抗争に発展した。同年、竜心会組員が酒梅組組員を殺害する事件が発生し、中田は1986年（昭和61年）にこの事件の首謀者として逮捕・起訴され、14年間徳島刑務所に服役する。徳島刑務所では、先の大阪戦争で松田組組員射殺事件の首謀とされて服役していた二代目健竜会理事長補佐・井上邦雄と出会い、関係を深める。
2000年（平成12年）4月17日に徳島刑務所を満期出所。同年、四代目健竜会会長となっていた井上の盃を受け直し、同会若頭補佐に抜擢。2001年（平成13年）10月には若頭に昇格する。2005年（平成17年）9月、井上が山健組四代目を継承すると同時に、五代目健竜会会長に就任した。

### 山口組分裂以降
2015年（平成27年）8月27日、四代目山健組が六代目山口組から離脱し、新しく結成された神戸山口組の中心組織となる。2017年（平成29年）5月9日には四代目山健組若頭に昇格し、2018年（平成30年）5月16日には山健組を相続して五代目山健組組長となった。これに伴い、中田は神戸山口組の直参となり、若頭補佐・若頭代行といった執行部職を歴任する。
2019年（令和元年）12月3日、殺人未遂及び銃刀法違反容疑で兵庫県警に逮捕される。これは、同年8月21日に弘道会関連施設前にて弘道会系組員が銃撃され重傷を負う事件が発生しており、中田本人がこの事件での実行犯である可能性が濃厚となった為である。逮捕後、身柄を神戸拘置所に移送され同年12月25日には、神戸地検に起訴される。かつて山口組内での最大勢力として知られていた組織の長が自ら銃撃した衝撃的な事案であり、当初は業界関係者や警察当局、マスメディアの間で情報が錯綜した。
2020年（令和2年）7月、勾留中でありながら、山健組執行部に神戸山口組からの離脱を指示、翌8月には、五代目山健組を一本独鈷の独立組織とした事を宣言する書状を発表した。
なお、9月10日付けで神戸山口組から除籍処分を受けている。

### 六代目山口組へ帰参
2021年（令和3年）9月16日、中田率いる五代目山健組が六代目山口組へ帰参することが発表され、同日のうちに捜査関係者やマスコミにも拡散された。
復帰した中田に与えられた六代目山口組における役職は、「幹部」と報じられており、執行部（一般企業における役員）である若頭補佐もこの幹部職からの登用が慣例となっている事から、将来的な最高幹部への昇格も考慮された人事であるとされる。
2024年（令和6年）10月31日、神戸地方裁判所で無罪判決が下った。中田組長と兄弟分の九代目住吉会十三代目幸平一家加藤連合会小坂聡会長が傍聴にきていた。釈放された中田組長を現地で五代目山健組若頭物部浩久と五代目山健組舎弟頭福富均が出迎えた。
「判決内容に不服がある」として神戸地検は11月13日付けで控訴した。
2024年（令和6年）12月、静岡県の二代目國領屋一家で行われた六代目山口組の納会に出席し、司忍組長と親子盃を交わした。
2025年（令和7年）1月24日、中田浩司組長が執行部会で六代目山口組若頭補佐に昇格。
2025年（令和7年）1月25日、司忍六代目誕生日会に中田浩司組長が出席。
2025年（令和7年）7月10日付で、大阪南ブロック長代理に就任。